# Ambarnath
Ambarnath là một thành phố và là nơi đặt hội đồng đô thị (municipal council) của quận Thane thuộc bang Maharashtra, Ấn Độ.

## Nhân khẩu
Theo điều tra dân số năm 2001 của Ấn Độ, Ambarnath có dân số 203.795 người. Phái nam chiếm 53% tổng số dân và phái nữ chiếm 47%. Ambarnath có tỷ lệ 73% biết đọc biết viết, cao hơn tỷ lệ trung bình toàn quốc là 59,5%: tỷ lệ cho phái nam là 78%, và tỷ lệ cho phái nữ là 66%. Tại Ambarnath, 13% dân số nhỏ hơn 6 tuổi.